# Correntoso (Chile)
Correntoso es una localidad de la comuna de Puerto Montt, Región de Los Lagos. Se encuentra ubicada a unos 30 km al este de la ciudad de Puerto Montt, en la ribera del río Correntoso. Según el censo 2017, posee 261 habitantes.
El poblado está en el km 19 de la ruta V-65 que conecta a Chamiza —en la Carretera Austral— con el volcán Calbuco y el lago Chapo. Existen buses diarios que realizan la ruta Puerto Montt-Lago Chapo.
A 1,5 km de la localidad se encuentra el sector «Correntoso» del parque nacional Alerce Andino. Aquí se puede acceder al sendero Huillifotem, de dos km de extensión y una hora de duración. Además hay zona de campíng y pícnic. Asimismo, por la misma ruta se puede llegar hasta el sector «Sargazo» del mismo parque, distante a 11 km del poblado.
La localidad fue afectada por la erupción del volcán Calbuco, en 2015.